# Алимулы
Али́мулы́ (каз. Әлімұлы, Әлім) — племенное объединение в составе крупного племени Алшын. Согласно шежире (генеалогическому древу) берет свое начало от Алшынов. Тамга выглядит их сдвоенной тамгой алшынов. Имеет шесть родов, поэтому в народе именуется «Алты ата алим».

## Версии происхождения
Самые многочисленные роды алимулы — шекты и торткара. Многочисленность в алимулы рода шекты такие ученые, как А. Коныратбаев, О. Смирнова, связывают с булгарскими кипчаками. В книге «Диван лугат ат-турк» упоминается племя шекты, проживавшее на реке Чу. Известно и то, что относящиеся к алимулы шомекей, каракесек, кете входили в Западно-Тюркский каганат.
В течение двух веков (550—740 гг.) на берегах реки Чу они составляли ядро западно-тюркского государства и в 742—744 годах уйгурами и карлуками были разрезаны на 2 части — большая часть бежала на запад, меньшая через горы ушла в Кашгарию. Казахская группа все время жила в низовьях реки Сырдарьи и к востоку от Аральского моря. Все эти сведения указывают на древнюю историю племени.
Алимулы наряду с байулы представляют собой одно из двух крупных родоплеменных групп в составе алшынов. Рядом авторов аргументирована точка зрения о тождестве алшынов и алчи-татар, живших в Монголии до XIII в. Согласно шежире, приводимому Ж. М. Сабитовым, все алшынские роды в составе алимулы  и байулы происходят от Алау из племени алшын, жившего в XIV в. во времена Золотоордынского хана Джанибека.
Судя по гаплогруппе C2-M48, прямой предок алшынов по мужской линии происходит родом с Восточной Азии (близка калмыкам и найманам рода сарыжомарт), но не является близким нирун-монголам (субклад С2-starcluster). Генетически племенам алимулы и байулы из народов Центральной Азии наиболее близки баяты, проживающие в аймаке Увс на северо-западе Монголии.

## География
Алимулы перекочевали от берегов Иргиза до Каратау, обитали в низовьях реки Сыр-Дарья — Куандария, Жанадария, Каракумдык, в окрестностях озёр Кулакшы, Барби — Кайракты. Некоторые роды, входившие в алимулы, откочевывали на север Каспийского моря, достигая рек Эмбы, Темира, Сагиза, Уила, Хобды, Яика, зимовали в окрестностях Аральского моря, у подножия гор Мугоджары, в низовьях Сырдарьи. Представители некоторых родов занимались земледелием, возводили постоянные жилища. Часть родов, входивших в племя, издревле жила по соседству с народами, населявшими Хорезмскую низменность. Некоторая часть проживали в городах Кунград, Тахтакупыр Каракалпакстана, вели оседлый образ жизни, занимались земледелием, а те, кто населял правый берег Аральского моря, — рыболовством. Лишь обитавшие на западе Кызылкумов занимались кочевым животноводством.

## Родственные роды
У группы родов Алимулы или Жаманак-Каракесек, как ещё называют это объединение старинный уран (боевой клич) — доит (один из подродов рода Алимулы — Шекты (или чекти). Также родам Алимулы родственное отношение имеют союз племен Байулы. Вместе с родами алимулы, байулы объединяются под субэтнонимом Алшын, который также стал олицетворять весь Младший жуз. Также, род Кете, являющийся одним из родов объединения Алимулы встречается и среди астраханских ногайцев и туркмен.

## Численность
- Алимулы — 340 000 (811 900), в том числе:
- Шекты — 80 000 (140 000)
- Шомекей — 100 000 (67 000)
- Торткара — 60 000 (68 000)
- Кете — 60 000 (95 000)
- Каракесек — 25 000 (24 000)
- Карасакал — 15 000 (10 000)

## Известные личности
- Аламан батыр (XV век) - батыр из рода Шекты ветви Алимулы племени Алшын
- Сейткул Токпанулы (1546, Казалинский район - 1621, Нурата) - би из рода Торткара ветви Алимулы племени Алшын, в 1578/80 годах переселил 40000 Алшынских семей в горы Нураты.
- Кабак Айтулы (1611–1689) - мурза Ногайской орды из рода Шекты ветви Алимулы племени Алшын, батыр спасший казахские города Южного Казахстана, старший брат Тилеу батыра.
- Тилеу Айтулы (1630–1684) - мурза Ногайской орды из рода Шекты ветви Алимулы племени Алшын, полководец и политик. Смог выставить 17000 воинов против калмыков.
- Айтеке би (1644–1700) - великий казахский би из рода Торткара ветви Алимулы племени Алшын, в 1685 году отразил нападения калмыков на кочевья кызылкумских Алшынов.
- Келмембет (Саргаска) Келдибайулы (1648–1673/75) - казахский батыр из рода Шомекей ветви Алимулы племени Алшын. Был похвален казахским ханом Батыром (правил в 1652–1680 годах)
- Айдарбек Орисулы — батыр. Известно, что Айдарбек батыр жил в XVI–XVII веках в Аральском районе Кызылординской области. Героически защищал родную землю от джунгаров, кокандцев и хивинцев.
- Жанкожа Нурмухамедов (1774–1860) — предводитель войны против хивинцев.
- Есет Котибарулы (1807–1888) батыр — предводитель войны против Хивинского и Кокандского ханства, руководитель антиколониального восстания, лидер национально-освободительного движения казахов. Происходил из рода Шекты ветви Алимулы племени Алшын
- Самет батыр Назымулы (Сәмет батыр Назымұлы) (1744–1839) — батыр. Происходил из рода Шомекей ветви Алимулы племени Алшын.